# Lagis hupferi
Lagis hupferi är en ringmaskart som först beskrevs av Nilsson 1928.  Lagis hupferi ingår i släktet Lagis och familjen Pectinariidae. Inga underarter finns listade i Catalogue of Life.